# الهيئة العامة للجهاز التنفيذي لمشروعات تحسين الأراضي (مصر)
الهيئة العامة للجهاز التنفيذي لمشروعات تحسين الأراضي هو هيئة حكومية عامة مصرية تتبع وزارة الزراعة واستصلاح الأراضي. تأسس طبقاً لقرار رئيس الجمهورية رقم 2431 لسنة 1971 بهدف تحسين وصيانة الأراضي الزراعية الضعيفة بقصد رفع إنتاجيتها والمحافظة عليها من التدهور.